# Episodi di The Strain (seconda stagione)
La seconda stagione della serie televisiva The Strain, composta da 13 episodi, è stata trasmessa in prima visione negli Stati Uniti d'America dall'emittente FX dal 12 luglio al 4 ottobre 2015.
In Italia la stagione è andata in onda in prima visione sul canale satellitare Fox dal 30 novembre 2015 all'11 gennaio 2016.
| nº | Titolo originale        | Titolo italiano           | Prima TV USA      | Prima TV Italia  |
| -- | ----------------------- | ------------------------- | ----------------- | ---------------- |
| 1  | BK, NY                  | L'origine                 | 12 luglio 2015    | 30 novembre 2015 |
| 2  | By Any Means            | Con ogni mezzo            | 19 luglio 2015    | 7 dicembre 2015  |
| 3  | Fort Defiance           | Guidati dall'istinto      | 26 luglio 2015    | 7 dicembre 2015  |
| 4  | The Silver Angel        | L'angelo d'argento        | 2 agosto 2015     | 14 dicembre 2015 |
| 5  | Quick and Painless      | Rapido e indolore         | 9 agosto 2015     | 14 dicembre 2015 |
| 6  | Identity                | Identità                  | 16 agosto 2015    | 21 dicembre 2015 |
| 7  | The Born                | Il mezzosangue            | 23 agosto 2015    | 21 dicembre 2015 |
| 8  | Intruders               | Contrattazioni            | 30 agosto 2015    | 28 dicembre 2015 |
| 9  | The Battle for Red Hook | La battaglia per Red Hook | 6 settembre 2015  | 28 dicembre 2015 |
| 10 | The Assassin            | L'attentato               | 13 settembre 2015 | 4 gennaio 2016   |
| 11 | Dead End                | Vicolo cieco              | 20 settembre 2015 | 4 gennaio 2016   |
| 12 | Fallen Light            | Una luce caduta           | 27 settembre 2015 | 11 gennaio 2016  |
| 13 | Night Train             | Il treno della notte      | 4 ottobre 2015    | 11 gennaio 2016  |

## L'origine
- Titolo originale: BK, NY
- Diretto da: Gregory Hoblit, Guillermo del Toro (prologo)
- Scritto da: Carlton Cuse e Chuck Hogan

### Trama
Abraham cerca il padrone ma finisce per incontrare Vaun. Mentre Vasily cerca di mettere in sicurezza la propria casa, Ephraim e Nora tentano di creare un'arma biologica che ucciderà gli Strigoi, ma Abraham mette tutto il gruppo a rischio mettendosi alla ricerca di un testo antico, l’Occido Lumen. Nel frattempo, il Maestro introduce una nuova razza di creature e chiede a Kelly di controllarle.
- Voce: Robin Atkin Downes (Il Padrone).
- Guest star: Brenda Bazinet (Pauline McGeever), Lizzie Brocheré (Coco Marchand), Ron Canada (Sindaco George Lyle), Kathleen Chalfant (Nonna di Abraham), Doug Jones (Membro degli Antichi e Il Padrone), Daniel Kash (Dr. Everett Barnes), Ron Lea (Harrison McGeever), Robert Maillet (Jusef Sardu/Il Padrone), Stephen McHattie (Vaun).
- Altri interpreti: Sammy Silver (Abraham da bambino), George Kelebay (Fratello di Sardu), Tanya Allen (Sarah), Devon Healey (Insegnante di sostegno), Elle MacGregor (Ragazza cieca 1), Ava MacGregor (Ragazza cieca 2), Nicholas Hamzea (Ragazzo cieco), Josh Horvath (Vittima degli Antichi), John Marcucci (Uomo di Sardu 1), Todd Thomas Dark (Uomo di Sardu 2).

## Con ogni mezzo
- Titolo originale: By Any Means
- Diretto da: T.J. Scott
- Scritto da: Bradley Thompson e David Weddle

### Trama
Vasily e Dutch si allontanano dal gruppo per controllare che gli edifici nella zona siano liberi e sicuri. Nel frattempo, Ephraim e Nora effettuano esperimenti su due nuovi soggetti volontari per trovare un modo per uccidere le creature senza uccidere gli umani; Kelly inizia a cercare Zack.
- Guest star: Brenda Bazinet (Pauline McGeever), Nigel Bennett (Dr. Werner Dreverhaven), Lizzie Brocheré (Coco Marchand), Ron Canada (Sindaco George Lyle), Daniel Kash (Dr. Everett Barnes), Ron Lea (Harrison McGeever), Samantha Mathis (Consigliera Justine Feraldo), Adina Verson (Miriam Setrakian), Jim Watson (Abraham da giovane).
- Altri interpreti: Charlie Gallant (Eldritch da giovane), Craig Eldridge (Consigliere Chuck Cohen), Glen Grant (Arthur Fitzwilliam), Lucy Hill (Risa Crouse), Christopher Kelk (Uomo perplesso), Nick Alachiotis (Agente di sicurezza della Stoneheart 1), Christopher Di Meo (Agente di sicurezza della Stoneheart 2), Brian Jagersky (Agente di sicurezza della Stoneheart 3).

## Guidati dall'istinto
- Titolo originale: Fort Defiance
- Diretto da: Guy Ferland
- Scritto da: Regina Corrado

### Trama
Vaun addestra Gus e lo informa della missione che sarà chiamato a svolgere: rapire Eldritch Palmer.
Nel frattempo, mentre Ephraim e Nora sembrano essere giunti ad una svolta nella loro ricerca di un agente patogeno che annienti i vampiri, Eph mostra a suo figlio quale potrebbe essere l’aspetto attuale di sua madre.
Abraham rivela a Nora come sia riuscito a sopravvivere fino all’età di 94 anni.
Vasiliy aiuta Dutch nella ricerca della sua amica Nikki.
- Guest star: Brenda Bazinet (Pauline McGeever), Lizzie Brocheré (Coco Marchand), Ron Canada (Sindaco George Lyle), Roger R. Cross (Reggie Fitzwilliam), Kevin Hanchard (Curtis Fitzwilliam), Mimi Kuzyk (Mrs. Taylor), Ron Lea (Harrison McGeever), Samantha Mathis (Consigliera Justine Feraldo), Stephen McHattie (Vaun), Paulino Nunes (Capitano Frank Kowalski).
- Altri interpreti: Catherine Burdon (Robin Fitzwilliam), Dax Ravina (Agente Nick Edmondson), Ricky Tollman (Agente Michael "Mikey" Williams), Romaine Waite (Tom Perry), Sistah Lois (Autista del bus), Matthew G. Brown (Agente 1), Lachlan Murdoch (Agente 2), David Christo (Guardia della Stoneheart 1), Justin Landry (Guardia della Stoneheart 2), Pay Chen (Reporter), Norwich Duff (Filantropo), Paula Barrett (Filantropa).

## L'angelo d'argento
- Titolo originale: The Silver Angel
- Diretto da: J. Miles Dale
- Scritto da: Chuck Hogan

### Trama
Ephraim e Nora vedono per la prima volta il loro virus in azione; Vasily si occupa della sicurezza di Red Hook; Abraham e Dutch si recano a Staten Island per cercare Fitzwilliam, un tempo guardia del corpo di Eldritch.
- Voce: Robin Atkin Downes (Il Padrone).
- Guest star: Adriana Barraza (Guadalupe Elizalde), Joaquín Cosio (Angel Guzman Hurtado), Roger R. Cross (Reggie Fitzwilliam), Kevin Hanchard (Curtis Fitzwilliam), Ron Lea (Harrison McGeever), Samantha Mathis (Consigliera Justine Feraldo), Jim Watson (Abraham da giovane).
- Altri interpreti: Charlie Gallant (Eldritch da giovane), Parveen Kaur (Aanya Gupta), Sugith Varughese (Naren Gupta), Sonya Anand (Vhini Gupta), Glen Grant (Arthur Fitzwilliam), Warren Chow (Autista di Palmer), Maura Grierson (Reporter), Christian Distefano (Rudyard Fonescu), Trevor Hayes (Agente).

## Rapido e indolore
- Titolo originale: Quick and Painless
- Diretto da: Elizabeth Ann Phang
- Scritto da: Chuck Hogan

### Trama
Ephraim altera il suo aspetto, così da poter lasciare la città, lasciando Nora e Zack da soli. Nel frattempo, Dutch e Nora negoziano con Justine per ottenere che Vasily possa uscire di prigione. Eldritch porta Coco fuori a cena.
- Guest star: Lizzie Brocheré (Coco Marchand), Roger R. Cross (Reggie Fitzwilliam), Jamie Hector (Alonso Creem), Daniel Kash (Dr. Everett Barnes), Tom Kemp (Cardinale McNamara), Samantha Mathis (Consigliera Justine Feraldo), Paulino Nunes (Capitano Frank Kowalski).
- Altri interpreti: Bruce Hunter (Neil Archer), Ricky Tollman (Agente Michael "Mikey" Williams), Asim Wali (Agente Bennett), John Fray (Marito), Tara Koehler (Moglie malata), Samantha Michelle (Brooke), Bruce Dow (Dale), J.D. Nicholsen (Ron), Andrew Fleming (Antonio), Michael Miranda (Gianni), Jason Martorino (Agente Dempsey), Wayne Ward (Agente Wilson), Miranda Edwards (Eve).

## Identità
- Titolo originale: Identity
- Diretto da: Howard Deutch
- Scritto da: Justin Britt-Gibson

### Trama
Ephraim spera che una ditta farmaceutica possa produrre il virus su larga scala e distribuirlo. Gus trova in Angel un alleato quando deve uccidere alcuni Strigoi e Kelly si mette alla ricerca di Nora e Zack. Eichhorst è scioccato e deluso quando Il Maestro trasferisce la sua essenza nel corpo di Gabriel piuttosto che nel suo.
- Voce: Robin Atkin Downes (Il Padrone).
- Guest star: Nadia Bowers (Leigh Thomas), Joaquín Cosio (Angel Guzman Hurtado), Roger R. Cross (Reggie Fitzwilliam), Tom Ellis (Rob Bradley), Doug Jones (Membro degli Antichi), Robert Maillet (Il Padrone/Jusef Sardu), Samantha Mathis (Consigliera Justine Feraldo).
- Altri interpreti: Parveen Kaur (Aanya Gupta), Sugith Varughese (Naren Gupta), Asim Wali (Agente Bennett), Miranda Edwards (Eve), Chris Locke (Louis), Roland Greber (Chris), Brian Paul (Generale Dean Rushing), Matt MacDonald (Barista), Rhea Akler (Deedee), Jerry Rector (Levitt), Mark Irvingsen (Barbone), Gurdeep Ahluwalia (Reporter), Alejandro Ampudia (Cameriere).

## Il mezzosangue
- Titolo originale: The Born
- Diretto da: Howard Deutch
- Scritto da: Chuck Hogan

### Trama
Ephraim torna a New York con l’intento di mettersi sulle tracce della persona responsabile della morte dei suoi amici . Nel frattempo, Abraham e Vasily lanciano un attacco contro il Maestro seguendo i suggerimenti di Fitzwilliam; Dutch ha una visita a sorpresa da un suo ex amante. Abraham e Vasiliy incontrano un nuovo alleato.
- Voce: Robin Atkin Downes (Il Padrone).
- Guest star: Lizzie Brocheré (Coco Marchand), Robert Maillet (Jusef Sardu).
- Altri interpreti: Nicola Correia Damude (Nikki Taylor), Tadhg McMahon (Senatore Sertorius), Tim O'Halloran (Patrick), Brett Ryan (Joshua), Omar Alex Khan (Padre rumeno), James Binkley (Agente di sicurezza della Stoneheart 1), Alex Cruz (Agente di sicurezza della Stoneheart 2), Matthew G. Taylor (Avversario), Charlie Ebbs (Lavoratore).

## Contrattazioni
- Titolo originale: Intruders
- Diretto da: Kevin Dowling
- Scritto da: David Weddle e Bradley Thompson

### Trama
Ephraim deve proteggere Zack contro un intruso a Red Hook. Gus convince i Gupta a fare una scelta difficile dopo che il magazzino del loro ristorante è stato distrutto. Vasily e Abraham intendono acquistare l'Occido Lumen, ma scoprono di non essere gli unici potenziali acquirenti.
- Guest star: Lizzie Brocheré (Coco Marchand), Joaquín Cosio (Angel Guzman Hurtado), Tom Kemp (Cardinale McNamara).
- Altri interpreti: Parveen Kaur (Aanya Gupta), Sugith Varughese (Naren Gupta), Sonya Anand (Vhini Gupta), Neil Girvan (Agente Green), Grace Lynn Kung (Grace Wu), Ho Chow (Jimmy Wu), Pat Kiernan (Giornalista).

## La battaglia per Red Hook
- Titolo originale: The Battle for Red Hook
- Diretto da: Kevin Dowling
- Scritto da: Regina Corrado

### Trama
Eichhorst lancia un attacco contro Red Hook con gli Strigoi del Maestro. Mentre Justine e la polizia lottano ai checkpoint, Vasiliy e Nora tentano di ripristinare la corrente elettrica, Ephraim ed Abraham si mettono all’inseguimento di Eichorst, riuscendo solo a ferirlo.
Alla battaglia di Red Hook si uniscono anche Dutch e Nikki.
- Guest star: Ron Canada (Sindaco George Lyle), Samantha Mathis (Consigliera Justine Feraldo), Paulino Nunes (Capitano Frank Kowalski).
- Altri interpreti: Nicola Correia Damude (Nikki Taylor), Philip Williams (Capitano Messina), Adam Langton (Carl), Peter Sowagi (Steve), Eric Charbonneau (Bob), Austin Strugnell (Glenn), Michael York (Agente).

## L'attentato
- Titolo originale: The Assassin
- Diretto da: Phil Abraham
- Scritto da: Elizabeth Ann Phang

### Trama
Ephraim e Dutch sono al lavoro per mettere in atto il piano di Ephraim contro Eldritch. Nel frattempo Vasily e Nora aiutano Abraham e si mettono alla ricerca del vero proprietario dell’Occido Lumen. Justine esige dai residenti più ricchi di Upper East Side una somma di denaro in cambio della sua protezione.
Ephraim ferisce la segretaria di Eldritch, Coco Marchand, e nella fuga lui e Dutch vengono arrestati. Nora e Vasiliy corrono in loro soccorso, lasciando Abraham alla ricerca del libro, ma giunti alla centrale di polizia trovano solo Eph.
Dutch, grazie ad un poliziotto corrotto, è ora nelle mani di Eichorst.
- Voce: Robin Atkin Downes (Il Padrone).
- Guest star: Lizzie Brocheré (Coco Marchand), Ron Canada (Sindaco George Lyle), Samantha Mathis (Consigliera Justine Feraldo), Paulino Nunes (Capitano Frank Kowalski).
- Altri interpreti: Brett Ryan (Joshua), Adrian Griffin (Avvocato), Sangita Patel (Reporter 1), Sangita Patel (Reporter 2), Morgan Kelly (Stevens), Kaleb Alexander (Reynolds), Michael McMurtry (Chirurgo).

## Vicolo cieco
- Titolo originale: Dead End
- Diretto da: Phil Abraham
- Scritto da: Carlton Cuse e Regina Corrado

### Trama
Gus è impegnato ad aiutare i Gupta ad attraversare il confine, ma giunti al checkpoint lui e Angel tornano indietro per unirsi nella battaglia contro il padrone.
Vasiliy, Nora ed Ephraim sono alla ricerca di Dutch che nel frattempo sta lottando per la sua vita contro Eichorst. In una serie di flashback sulla vita di quest’ultimo scopriamo la sua evoluzione da venditore fallito di radio a soldato del terzo Reich e e come abbia tradito una ragazza ebrea di cui era innamorato denunciandola.
Il gruppo riesce infine a trovare Dutch e a portarla in salvo.
Abraham finalmente trova Rudyard e gli chiede di vendergli l’Occido Lumen per salvare l’umanità, ma dopo una colluttazione il primo ha la peggio e Rudyard scappa con il libro, per poi recarsi da Alonso Creem.
- Guest star: Joaquín Cosio (Angel Guzman Hurtado), Jamie Hector (Alonso Creem), David Schaal (Rudyard Fonescu).
- Altri interpreti: Sonya Anand (Vhini Gupta), Milton Barnes (Agente del Checkpoint), Christy Bruce (Marianne), Greg Campbell (Victor), Miranda Edwards (Eve), Julie Engelbrecht (Helga Richtler), Parveen Kaur (Aanya Gupta), M. John Kennedy (Karl Spurzem), John Nelles (Oscar Brand), Stephen Park (Ufficiale Klaus Schnurrbart), Sugith Varughese (Naren Gupta), Dewshane Williams (Marcus).

## Una luce caduta
- Titolo originale: Fallen Light
- Diretto da: Vincenzo Natali
- Scritto da: Bradley Thompson e David Weddle

### Trama
L’episodio comincia con un flashback su come Eph e Nora si sono conosciuti ad un convegno medico del CDC sulla Sars. C’è anche Jim Kent e viene mostrato il profondo affiatamento che c’è tra i tre colleghi.
Mancano 24 ore all’asta per il Lumen, Abraham cerca l'appoggio degli Antichi che decidono di fidarsi di lui e finanziare l’acquisto del libro a patto che una volta sconfitto il Padrone esso venga consegnato a loro.
Mentre Ephraim e Nora rintracciano i nonni di Zach in Georgia, Gus cerca nuovi alleati in carcere e Angel si rivela un’ottima spalla.
Lyle minaccia Justine di denunciarla al procuratore se continuerà a estorcere soldi all’Upper East Side. Successivamente, il sindaco viene trovato morto e Justine è la prima tra i sospettati. La Feraldo viene infine nominata segretario generale della sicurezza con l’aiuto di Eldritch.
Eichorst rivela ad Eldritch la vera natura del loro rapporto: hanno bisogno l’uno dell’altro. Il padrone ha bisogno dei fondi di Palmer e quest’ultimo ha bisogno del padrone perché gli effetti del bianco non sono permanenti.
Dutch abbandona Vasiliy per andare da Nikki, ma una volta rintracciata, quest’ultima la lascia.
Gli antichi incaricano Gus di uccidere Abraham.
- Voce: Robin Atkin Downes (Il Padrone).
- Guest star: Sean Astin (Jim Kent), Lizzie Brocheré (Coco Marchand), Ron Canada (Sindaco George Lyle), Joaquín Cosio (Angel Guzman Hurtado), Jamie Hector (Alonso Creem), Mimi Kuzyk (Mrs. Taylor), Samantha Mathis (Consigliera Justine Feraldo), Paulino Nunes (Capitano Frank Kowalski).
- Altri interpreti: Nicola Correia Damude (Nikki Taylor), Craig Eldridge (Consigliere Chuck Cohen), Alex Karzis (Detective Paul Sampson), Jason Oliveira (Paco), Ian Paola (Hector Perez), Chris Pineda (Diego), Joseph Recinos (Chivo), Alan Rosenthal (Consigliere Andrew Bernstein), Don W. Shepherd (Agente), Michael Gordin Shore (Dr. Arley), William Christopher Stephens (Jordan), Dewshane Williams (Marcus), Bruno Verdoni (Harris/El Pisaro).

## Il treno della notte
- Titolo originale: The Night Train
- Diretto da: Vincenzo Natali
- Scritto da: Carlton Cuse e Chuck Hogan

### Trama
Abraham and Vasiliy provano a presentare un’offerta più alta rispetto a Eichorst per acquistare l'Occido Lumen. Se lo aggiudicano quando Eldritch revoca il trasferimento dell’oro.
Nel frattempo Ephraim, Nora, e Zach lasciano New York in treno. Purtroppo il viaggio è breve perché un’orda di vampiri sul binario fa deragliare il treno. Nora e Zach scendono dal treno e incontrano Molly. Le donne ingaggiano uno scontro e Nora finisce per avere la peggio. Zach si ricongiunge quindi alla madre e la segue mentre viene richiamata dal Padrone.
Eph trova Nora un attimo prima che, consapevole di essere stata contagiata, si tolga la vita.
Il furgone su cui Abraham e Vasiliy viaggiano con il Lumen viene assaltato. I due riescono a scappare con uno stratagemma ma vengono intercettati da Gus e dal “Nato”, il quale è consapevole che il professore non permetterà mai agli antichi di distruggere il libro.
Eldritch nel frattempo riceve la visita dal Padrone, il quale uccidendo Coco, gli manifesta l’intenzione di voler rispettare i patti inizialmente presi con il magnate.
- Voce: Robin Atkin Downes (Il Padrone).
- Guest star: Lizzie Brocheré (Coco Marchand), Joaquín Cosio (Angel Guzman Hurtado), Jamie Hector (Alonso Creem), David Schaal (Rudyard Fonescu).
- Altri interpreti: Gary Biggar (Ingegnere), Kris Bowman (Agente di sicurezza), Lorne Hunter (Lavoratore del treno), Blake Mawson (Cole), Keith Daniel Morrison (James), Bryon Mumford (Capotreno), Jason Oliveira (Paco), Chris Pineda (Diego), Dan Warry-Smith (Dylan), William Christopher Stephens (Jordan), Juan Carlos Velis (Mr. Ortega), Dewshane Williams (Marcus).